# Деметрій I Анікетос
Деметрій I Анікетос — (грец. Δημήτριος Α΄ Ανίκητος, пушту دیمتریوس بلخی) — греко-бактрійський цар. Індуси називали його Дхаммамітра.

## Життєпис
Був сином Євтидема. За свідченням Полібія Деметрій завершив перемовини свого батька з Антіохом III, який вторгся на територію Бактрії. Деметрій справив на сирійського царя гарне враження, й Селевкід пообіцяв віддавши за царевича одну зі своїх дочок.
На початку II століття до н. е. Деметрій поширив свою владу на південні схили Гіндукушу, захопивши Арахозію, яка після падіння Маур'їв належала індійській династії Шунга. За однією з версій причиною вторгнення став захист буддійського вчення. Деметрій здійснив похід углиб індійських територій, ледь не діставшись столиці Паталіпутри. Страбон називав Деметрія, так само як і Менандра, найвеличнішим завойовником Індії, а Юстин назвав Деметрія «царем індів», підкресливши значення його завоювань. Але біля Паталіпутри зазнав поразки від Харавели, володаря Калінги.
Територія держави Деметрія I значно збільшилась. Вона включала до свого складу Бактрію, Согдіану, Арахозію, Паропамісади, Гандхару та решту басейну Інда. За Деметрія Греко-Бактрія почала контролювати не лише сухопутні торгові шляхи з Індії до країн Середземномор'я, але й морський шлях Аравійським морем.
За повідомленням Юстина цар мав армію чисельністю шістдесят тисяч воїнів. За Деметрія та його найближчих наступників була вироблена нова ідеологія, за якою обожествлялись попередні греко-бактрійські царі, а династія Євтидемідів возводилась до Селевкідів та навіть до самого Александра.
Успіхи Деметрія знаходять підтвердження у нумізматичних джерелах. На монетах його зображали в шоломі у формі голови слона та з епітетом Анікетос, тобто «Непереможний». Також, Деметрій карбував монети, з індійськими написами, для своїх нових підлеглих.
Владу було розділено між синами Євтидемом II, що став царем в Бактрії та Согдіані, Агафоклом — в Паропамісадах, Панталеоном — в Арахозії та Гандхарі.